# Riksväg 4, Estland
Riksväg 4 är en primär riksväg i Estland som utgör den estniska delen av Europaväg 67, även kallad Via Baltica. Vägen är 192 kilometer lång och går mellan huvudstaden Tallinn och byn Ikla vid gränsen mot Lettland. Europaväg 67 fortsätter sedan mot Riga som huvudväg A1.
Vägen ansluter till:
- Riksväg 1/Europaväg 20 (i Tallinn)
- Riksväg 2/Europaväg 263 (i Tallinn)
- Riksväg 8 (i Tallinn)
- Riksväg 15 (i Tallinn)
- Riksväg 11/Europaväg 265 (vid Saue)
- Riksväg 9 (vid Ääsmäe)
- Riksväg 28 (vid Orgita)
- Riksväg 29 (vid Orgita)
- Riksväg 5 (i Pärnu)
- Riksväg 59 (i Pärnu)
- Riksväg 6 (vid Uulu)
- A1/Europaväg 67 (vid Ikla)

## Historik
Vägen mellan Tallinn och Pärnu hade på 1930-talet vägnummer 4 för att därefter på Sovjetunionens tid istället först få vägnummer 21 (1940) och senare därefter beteckningen M12 (1980). 1995 fick vägen åter igen vägummer 4.

## Källor

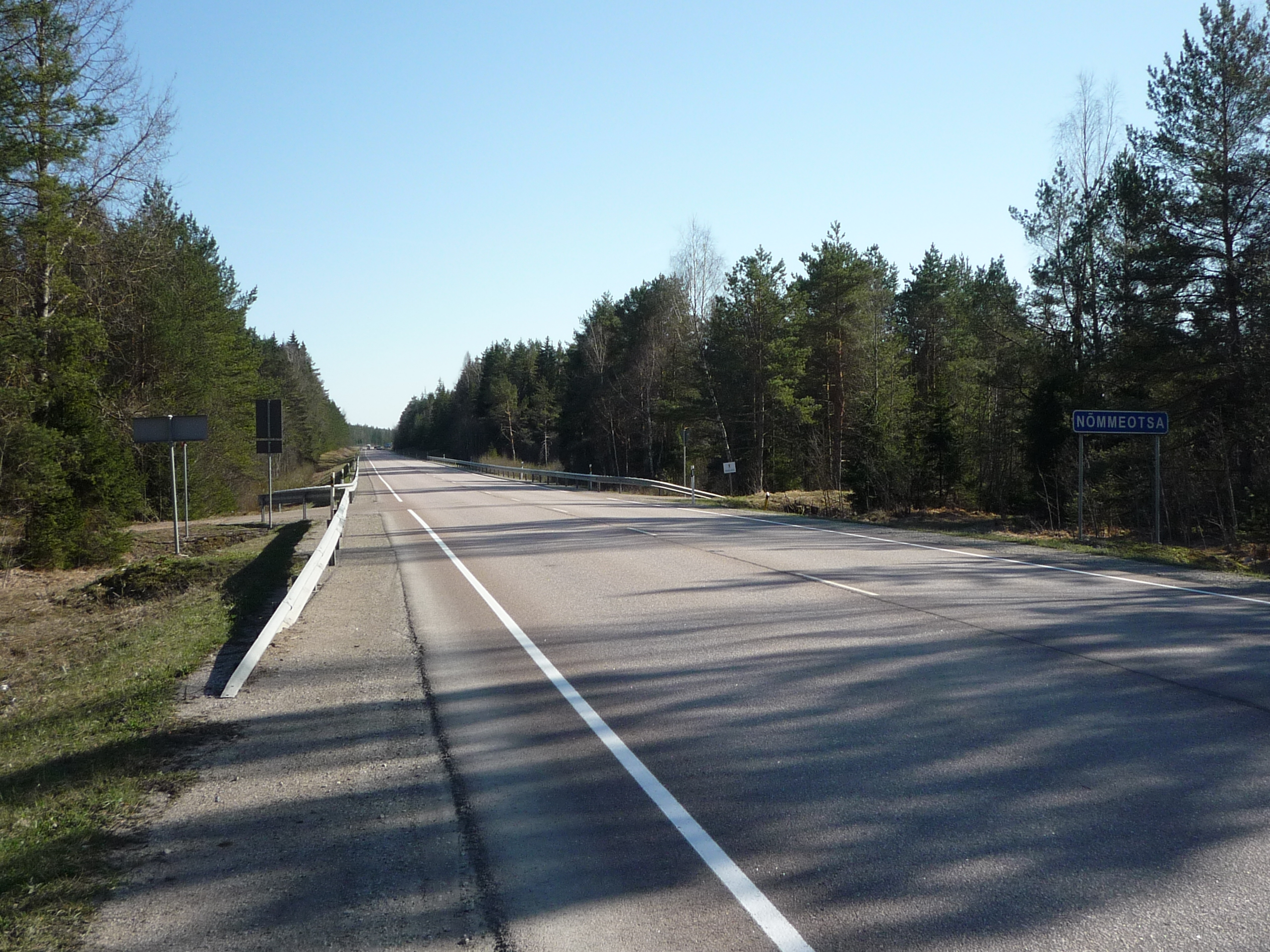
Riksväg 4 utanför Märjamaa.